# Desidério de Vienne
Desidério de Vienne foi um arcebispo de Vienne, cronista e mártir medieval.

## História
Nada se sabe sobre os primeiros anos de Desidério. Em 603, Depois de atacar a legitimidade dos filhos de Brunilda da Austrásia, Desidério foi deposto depois que a rainha se aliou com o Arídio, bispo de Lyon. Desidério foi apedrejado até a morte anos depois por ordem do rei Teodorico (Theuderic).
Sabe-se que ele foi admoestado por Gregório Magno por seu interesse nos clássicos pagãos numa carta que o papa escreveu ao saber que ele os utilizava para ensinar o clero de sua diocese.

## Veneração
Desidério é venerado como santo pela Igreja Católica e sua festa é comemorada em 11 de fevereiro. No oriente, a festa é no dia 23 de maio. Uma Vita sobre Desidério foi escrita pelo rei visigodo Sisebuto no século VII. Outra foi escrita anos depois por Ado de Vienne.